# Notopteris neocaledonica
Il pipistrello dei fiori della Nuova Caledonia (Notopteris neocaledonica Trouessart, 1908) è un pipistrello appartenente alla famiglia degli Pteropodidi, endemico della Nuova Caledonia.

## Descrizione

### Dimensioni
Pipistrello di medio-piccole dimensioni con la lunghezza della testa e del corpo tra 87,5 e 101 mm, la lunghezza dell'avambraccio tra 57,5 e 60 mm, la lunghezza della coda tra 43,5 e 54 mm, la lunghezza del piede tra 16,5 e 20 mm e la lunghezza delle orecchie tra 13,5 e 15 mm.

### Aspetto
La pelliccia è relativamente corta e lanosa. Le parti dorsali sono bruno-grigiastre cosparse di lunghi peli rigidi con la punta giallastra, più scure sulla testa ed intorno agli occhi, mentre le parti ventrali sono più chiare. Il muso è allungato e sottile, gli occhi sono grandi. Le orecchie sono relativamente piccole e arrotondate. Il secondo dito della mano è privo di artiglio, la tibia è molto allungata. Le ali sono attaccate lungo la spina dorsale, dando l'impressione di una schiena priva di peli. La coda è molto lunga, mentre l'uropatagio è ridotto ad una membrana lungo le parti interne degli arti inferiori. 

## Biologia

### Comportamento
Vive all'interno di grotte e talvolta nelle cavità degli alberi in colonie fino a 300 individui, divise in piccoli gruppi di 5-6 esemplari.

### Alimentazione
Si nutre di fiori della Palma da Cocco in prossimità di insediamenti umani, ma presumibilmente anche di fiori della foresta.

### Riproduzione
Sono stati osservati esemplari giovani in gennaio, agosto e dicembre mentre femmine gravide sono state catturate in luglio e dicembre. Ciò fa supporre che il picco delle nascite sia leggermente in anticipo rispetto a quello delle specie di Pteropus viventi sull'isola. Danno alla luce un piccolo alla volta all'anno.

## Distribuzione e habitat
Questa specie è diffusa nella Nuova Caledonia.
Vive nelle foreste tropicali umide montane.

## Conservazione
La IUCN Red List, considerato l'areale ristretto e frammentato ed il continuo declino della qualità del proprio habitat, classifica N. neocaledonica come specie vulnerabile (VU).